# Goniophlebium serratifolium
Goniophlebium serratifolium är en stensöteväxtart som beskrevs av Brackenr. Goniophlebium serratifolium ingår i släktet Goniophlebium och familjen Polypodiaceae. Inga underarter finns listade.